# Orcula schmidtii
Orcula schmidtii is een slakkensoort uit de familie van de Orculidae. De wetenschappelijke naam van de soort is voor het eerst geldig gepubliceerd in 1843 door Kuster.